# Zawodskoj (rejon jejski)
Zawodskoj (ros. Заводской) – osiedle w Rosji, w Kraju Krasnodarskim, w rejonie jejskim. W 2010 liczyło 700 mieszkańców.